# 紫尾道路
紫尾道路（しびどうろ）は、鹿児島県出水市にある北薩横断道路の一つである。

## 概要
- 道路名：紫尾道路（一般国道504号バイパス・北薩横断道路）
- 区間：中屋敷IC - 高尾野IC
- 管理者：鹿児島県

## 沿革
- 2003年3月25日 : 中屋敷IC - 高尾野IC間が開通。

## 通過する市町村
- 鹿児島県
  - 出水市

## 接続する道路
- 国道504号
- 北薩オレンジロード

## 隣
北薩横断道路
泊野道路
中屋敷IC - きららIC - さつま泊野IC